# باتوسيرا هومريدنز
باتوسيرا هومريدنز (الاسم العلمي Batocera humeridens) هو نوع من خنفساء القرن مسطحة الوجه من فصيلة الخنافس طويلة القرون (Lamiinae). يبلغ طول الحشرة إلى حوالي 45-60 ملم، وتنتشر في جزيرة تيمور وجزيرة فلوريس وفي بعض الجزر الأخرى في جنوب سولاوسي.